# Шавлія липка
Шавлія липка, шавлія залозиста (Salvia glutinosa) — вид рослин з родини глухокропивові (Lamiaceae), поширений у Європі крім півночі й у західній Азії.

## Опис
Багаторічна рослина 50–130 см заввишки. Стебло у верхній частині липке від численних залозистих волосків. Листки з довгими черешками і сердцевидно-списоподібною пластинкою. Верхня губа чашечки цілісна. Віночок 35–40 мм довжиною, жовтий.

## Поширення
Поширений у Європі крім півночі й у західній Азії.
В Україні вид зростає у лісах, серед чагарників — головним чином у зх. ч. (на схід до м. Умані), і навіть у гірських лісах Криму.